# Копани (Кировоградская область)
Копани (укр. Копані) — село в Субботцевской сельской общине Кропивницкого района Кировоградской области Украины.
До 2020 года входило в Знаменский район
Население по переписи 2001 года составляло 331 человек. Почтовый индекс — 27440. Телефонный код — 5233. Занимает площадь 1,256 км². Код КОАТУУ — 3522287404.